# Французское золото
Французское золото (фр. or moulu) или орайде (англ. oroide, также oreide) — имитирующий драгметаллы бронзовый сплав, идущий на выделку художественных, галантерейных и отчасти ювелирных изделий; состоит из 58,3 % красной меди, 16,7 % олова и 25 % цинка и действительно имеет подобные золоту цвет и блеск.